# The Prismatic World Tour
The Prismatic World Tour fue la tercera gira musical de la cantante estadounidense Katy Perry, realizada para promocionar su tercer álbum de estudio Prism, de 2013. Perry dividió la serie de conciertos en seis etapas e inició con la primera en el Reino Unido el 7 de mayo de 2014 específicamente en Belfast, Irlanda del Norte y perduró todo el mes de mayo. Posteriormente se trasladó a la segunda etapa en Norteamérica, el período más extenso que tuvo la gira; inició el 22 de junio de 2014 y culminó a mediados de octubre del mismo año, las actuaciones en su mayoría las realizó en los Estados Unidos y Canadá. La tercera etapa comenzó el 7 de noviembre de 2014 en Perth, Australia y concluyó el 20 de diciembre de 2014 en Auckland, Nueva Zelanda. La cuarta y quinta etapa las llevó a cabo en el primer semestre de 2015; Europa durante febrero y marzo, y Asia entre abril y mayo respectivamente. A finales de septiembre e inicios de octubre de 2015 visitó a Latinoamérica, con ello, ofreció espectáculos en países como Chile, Colombia, Costa Rica, Argentina, Panamá, Perú y Puerto Rico. Perry describió a la gira como un «festín para los ojos».
Antes de la atracción principal, estuvieron como actos de apertura Icona Pop, Capital Cities, Ferras, Kacey Musgraves, Tegan and Sara, Becky G, Betty Who, Tove Lo, Charli XCX, Tinashe y Lali Espósito. La propia artista se encargó de diseñar la escenografía de la gira; aunque supervisada por el director artístico Baz Halpin. El repertorio está conformado en su mayoría por las pistas de Prism; sin embargo, añadió temas de One of the Boys (2008) y Teenage Dream (2010). La serie de canciones fueron divididas por temáticas; las cuales se relacionan con los trajes confeccionados por Roberto Cavalli, Jeremy Scott, Todd Thomas, The Blonds Johnny Wujek, Marco Marco, entre otros.
En general, recibió críticas favorables de parte de los articulistas; algunos de ellos destacaron la extravagancia de los vestuarios, la cercanía que ha tenido Perry con la audiencia y también han notado que su voz suena mejor durante el segmento acústico, principalmente mientras interpreta «By the Grace of God». Por otro lado, tuvo un buen recibimiento comercial en varios territorios durante el 2014; en Norteamérica culminó como la tercera gira musical con más recaudación y la primera por una fémina. Asimismo se convirtió en la vigésima quinta gira más taquillera de todos los tiempos en los Estados Unidos al superar los $94.3 millones. La gira también tuvo un gran éxito en Australia tras vender 350 000 boletos, por ello pasó a ser la gira con más asistencia al Allphones Arena de Sídney De acuerdo con los reportes anuales publicados por Pollstar, la gira fue la cuarta más taquillera en el mundo y la primera por una mujer en el año 2014, obteniendo $153.3 millones y una asistencia de 1 407 972. Mientras, en el año 2015, la gira recaudó $51 millones y tuvo una asistencia de 576 571, resultando un total de $204,3 millones y convirtiéndose en la gira más exitosa de la cantante. Por otro lado, Perry fue la séptima artista con más búsquedas en Ticketmaster en 2014. Perry destinó una porción de las ganancias generadas por las entradas de la segunda etapa a Unicef, Autism Speaks, St. Jude Children's Research Hospital y Susan G. Komen for the Cure. Para promover la gira, el canal Epix emitió un especial televisivo el 28 de marzo de 2015, el cual corrió bajo la dirección de Russell Thomas.

## Antecedentes y desarrollo
Antes del lanzamiento de Prism, ya Perry tenía ideas de como sería la gira musical para promoverlo. A inicios de noviembre de 2013, relató que la gira sería «fantástica» y que siempre trataba de llevarla a un nivel superior; sostuvo que las personas se darían cuenta de como sería la gira cuando escucharan a las canciones de Prism. Por otra parte, agregó que incluiría sus éxitos anteriores y que estaría muy cerca del público. Posteriormente comentó que sería menos «caricaturesca» que su California Dreams Tour; «pero igual de dinámica como siempre». Según Perry, la gira sería «un festín para los ojos». A finales de diciembre, comentó que ya estaba preparando todo para la gira; adelantó que la escenografía era diferente a todo lo que había visto en otras giras, incluso afirmó que era diferente a lo que había hecho. Explicó que llevaría algo «fresco» y «limpio», y que en realidad estaría en medio del público, al mismo tiempo sostuvo que llevaría «campanas y silbatos como si fuera la última vez; pero no será extremadamente narrativa. Solo quiero un poco más de espacio para expresarse». «The Prismatic World es lo que ofreceré, ¡mi mundo es muy prismático!». Por su parte, el director artístico de la gira, Baz Halpin, relató: «Creo que [más bien] es un ataque a los ojos. Este espectáculo es un monstruo − Nunca he diseñado un espectáculo más ambicioso técnicamente.».
Perry anunció la primera etapa de la gira el 18 de noviembre de 2013, la cual llevó a cabo en Irlanda del Norte, Escocia e Inglaterra, el dúo Icona Pop se encargó de cada acto de apertura. De acuerdo con el comunicado oficial de los patrocinadores, la gira fue diseñada para ser un «gran espectáculo polifacético» que permite a Perry estar «más cerca que nunca de sus fanáticos» por un hoyo especial que se encuentra al frente del escenario llamado The Reflection Section. La primera etapa tuvo lugar en el mayo de 2014. El 15 de enero de 2014, Perry reveló las fechas de sus actuaciones para Norteamérica a través de un vídeo en las redes sociales, donde los fanáticos pudieron sugerirle a la artista que visitara su metrópolis. La etapa arrancó a finales de junio a octubre de 2014; Ferras cantó antes de la atracción principal, así como también Capital Cities, Kacey Musgraves, Becky G y el dúo Tegan and Sara en determinadas fechas. La tercera etapa, la desarrolló en Oceanía; anunciada en febrero de 2014. Betty Who se desempeñó como telonera desde 7 de noviembre hasta de 28; mientras que Tove Lo encargó de las aperturas a partir del 30 de noviembre hasta diciembre de 2014. La cuarta etapa fue anunciada el 2 de junio de 2014 y la realizó entre febrero y marzo de 2015 en Europa. La cantante británica Charli XCX abrió cada espectáculo. La quinta etapa de la gira, consta de 12 conciertos, los cuales realizará en Asia entre abril y mayo de 2015. La última etapa la llevará a cabo en Latinoamérica a finales de septiembre e inicios de octubre de 2015.
El repertorio original de la gira estuvo conformado por veinte canciones y divididas por temática; trece pistas fueron extraídas de Prism, entre ellas «Roar», «Dark Horse», «Legendary Lovers», «This Is How We Do» y «Birthday». Asimismo incluyó los temas «I Kissed A Girl» y «Hot n Cold» de One of the Boys (2008) y «Teenage Dream», «California Gurls», «Firework», «E.T.» y «Last Friday Night (T.G.I.F.)» de su tercer álbum Teenage Dream (2010).

## Vestuario

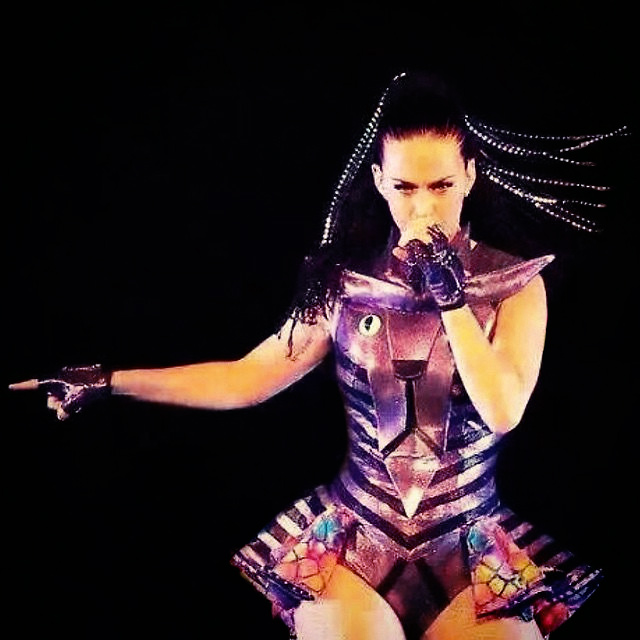
A partir de la quinta etapa en Asia, Perry comenzó a usar nuevos trajes.

A diez días de iniciar la gira, Katy Perry comenzó a revelar a través de su cuenta oficial en Instagram bocetos de prendas que usaría durante los espectáculos. El primer boceto revelado fue un vestido de alta costura diseñado por la casa de moda italiana Valentino. El vestido es transparente con coloridas mariposas incrustadas a la falda, mientras que la capucha parece ser plata brillante; el forro de la capa es también inspirada en mariposa, con un par de alas coloridas impresas en su interior. En el siguiente boceto revelado, se pudo mirar el diseño de una falda brillante holográfica y una blusa top, ambos adornados con luces de neón, además el conjunto incluye una coleta con luces de neón que brillan cuando Perry salta a la comba al interpretar a «Roar». De acuerdo con Roberto Cavalli, «quería hacer algo extremadamente único, una auténtica sensación». Posteriormente mostró otro boceto diseñado por el director creativo Jeremy Scott de Moschino, el cual consiste en una chaqueta de cuero de color amarillo y un corsé negro con emoji sonrientes en cada copa; una falda y calcetas con símbolos de paz.
El 1 de mayo de 2014, Perry continuó su cuenta regresiva al confirmar que The Blonds habían contribuido con un catsuit con impresiones de leopardo color rosa, el cual usaría durante el acto Cat-Oure de los espectáculos. Al siguiente día, anunció que el diseñador italiano Fausto Puglisi había diseñado el traje de temática egipcia para el segundo acto. El 3 de mayo, Perry presentó el boceto de Di$count Universe, un traje de una pieza para ser usado durante su actuación de «Birthday». El 4, publicó el boceto de un vestido diseñado por Todd Thomas, que cuenta con una temática de fuegos artificiales, el cual usaría durante la puesta en escena de «Firework». El 5 de mayo, reveló una falda con la forma del yin-yang, confeccionada por Johnny Wujek y Marco Marco, y finalmente mostró el último conjunto, un mono brillante creado por el diseñador Alexis Mabille. Tras iniciar la quinta etapa de la gira, Perry cambió los trajes de todos los actos, excepto el del encore.

## Sinopsis
Esta descripción pertenece únicamente a los conciertos de la primera etapa de gira; durante los espectáculos posteriores hubo cambios en los vestuarios y en el orden de las canciones.
El espectáculo comienza con bailarines disfrazados de centuriones emergiendo al escenario con trajes de varios colores neón, luego una parte del escenario hace una transición y forma una gran pirámide de la que Perry surge para interpretar «Roar», al final de la interpretación se apagan las luces y la cantante junto con los bailares saltan a la comba con cuerdas de neón. «Part of Me» es la pista siguiente a interpretar, seguido por una versión dubstep de «Wide Awake», durante la cual una sección triangular del escenario se levanta y gira en el aire. Luego interpreta «This Moment», que se transforma en «Love Me» poco tiempo después. Posteriormente cambia a la temática egipcia; un vídeo interludio es trasmitido antes de Perry aparecer como una diosa sobre un caballo animatrónico e interpreta «Dark Horse», luego una estructura con forma de diamante desciende desde el techo para levantar a la cantante en un arnés y sobrevolar el recinto interpretando «E.T.». Realiza una muestra escénica de «Legendary Lovers» seguido de «I Kissed A Girl», con bailarinas disfrazadas de momias obesas con grandes pechos y nalgas.
Un vídeo interludio muestra un gato siendo transportado desde la Gran Pirámide de Guiza a «Kittywood». Perry surge de la parte superior con un catsuit acompañada por bailarines vestidos con trajes de gato. Una versión de jazz de «Hot n Cold» la lleva a cabo, antes de interpretar «International Smile»; la cual es mezclada con «Vogue» de Madonna. Los bailarines realizan una escena corta en la que los gatos persiguen a un ratón. Perry inicia nuevamente el espectáculo con un vestido con formas de mariposas y canta varias canciones acústicamente, donde incluye «By the Grace of God», un mashup de «The One That Got Away», «Thinking of You», «Double Raimbow» y «Unconditionally».
Al principio de acto throw back, los bailarines y cantantes realizan una muestra titulada «Megamix Dance Party» donde interpretan varias canciones. Perry retorna al escenario con una blusa, falda y calcetas con emoji sonrientes y símbolos de paz. Interpreta «Walking on Air» antes de cambiar a un vestido con la forma del yin-yang para cantar «It Takes Two». Concluye este acto con un mashup de «This Is How We Do» y «Last Friday Night (T.G.I.F.)» en un automóvil inflable con sus bailarines; se reproduce un vídeo que muestra a Perry como una enferma mental en una celda acolchada, antes de aparezcan salpicaduras de pintura en todas las partes de la habitación. Perry desaparece del escenario momentáneamente para colocarse un sujetador y una falda decorada con hojas de palma y canta «Teenage Dream». Lleva a cabo a «California Gurls» mientras bailarines mueven constantemente las letras que conforman el letrero de Hollywood. Realiza un cambio de vestuario para interpretar «Birthday» en el Birthday Suit. Durante la muestra escénica, Perry invita al escenario a un miembro del público cuyo cumpleaños es justo en la fecha el concierto y lo sientan en el trono de un pastel de cumpleaños giratorio y concluye el acto volando en una tirolesa sobre la audiencia que lo hace parecer está flotando en una colección de globos; luego Perry sale al escenario.
Finalmente se da el encore, con un interludio llamado Prism-Vision y la audiencia se coloca unos lentes especiales de difracción arco iris y estrellas para magnificar los efectos visuales de la actuación. Perry entra al escenario luciendo un vestido una con temática de fuegos artificiales, durante la interpretación de «Firework» múltiples fuegos artificiales explotan en el escenario antes de que Perry concluya el espectáculo, retirándose en a través de la pirámide en la que entró al escenario en el principio.

## Lista de canciones
Esta lista de canciones es representativa del primer espectáculo del 7 de mayo de 2014; durante los espectáculos posteriores hubo cambios en el orden de las canciones.
Acto IPrismatic
1. «Roar»
2. «Part of Me»
3. «Wide Awake»
4. «This Moment» / «Love Me» (no interpretadas en Quinta y Sexta etapa)

Acto IIEgyptian
1. «Dark Horse»
2. «E.T.»
3. «Legendary Lovers»
4. «I Kissed A Girl»

Acto IIICat-Oure
1. «Hot n Cold» (Versión jazz)
2. «International Smile» (contiene elementos de «Vogue» de Madonna)

Acto IVAcoustic
1. «By the Grace of God»
2. «The One That Got Away» / «Thinking of You»
3. «Double Rainbow» / «Ghost» (Perry pregunta al público cual de las dos canciones desean que cante)
4. «Unconditionally»

Acto VThrow Back Intermission
«Megamix Dance Party»
1. «Walking on Air»
2. «It Takes Two» (no interpretadas en Quinta y Sexta etapa)
3. «This Is How We Do» / «Last Friday Night (T.G.I.F.)»

Acto VIHyper Neon
1. «Teenage Dream»
2. «California Gurls»
3. «Birthday» (no interpretadas en Quinta y Sexta etapa)

Encore
1. «Firework»

| Radio 1's Big Weekend |
| --- |
| Lista de canciones adaptas al sitio BBC. Acto IPrismatic 1. «Roar» 2. «Part of Me» 3. «Wide Awake» Acto IIEgyptian 1. «Dark Horse» 2. «I Kissed A Girl» Acto IIIAcustic 1. «The One That Got Away» 2. «Thinking Of You» 3. «Unconditionally» Acto IVThrow Back Intermission 1. «Walking on Air» Acto VHyper Neon 1. «Teenage Dream» 2. «California Gurls» 3. «Birthday» Encore 1. «Firework» |

Notas
- El 9 de julio de 2014 Perry interpretó «Legends Never Die» junto a Ferras antes que «The One That Got Away».[47]

## Emisiones y grabaciones
Una muestra escénica de «Birthday» fue grabada en el Metro Radio Arena de Newcastle y transmitida en vivo el 18 de mayo de 2014 en la ceremonia de los Billboard Music Awards 2014. El 25 de mayo de 2014, Perry sirvió como artista principal del BBC Radio 1's Big Weekend; transmitido en vivo a través del sitio web de Radio 1, BBC Three, BBC HD y BBC Radio 1. En la semana siguiente BBC Three y BBC HD transmitieron aspectos más destacados del evento durante el Big Weekend. El 28 de marzo de 2015, Epix emitió un especial televisivo de la gira titulado Katy Perry: The Prismatic World Tour.

## Recepción

### Comentarios de la crítica
La gira recibió críticas generalmente favorables de parte de los periodistas especializados, entre ellos Clayton Richard, de Financial Times, que la calificó con cinco estrellas de cinco, asimismo los reporteros Upex Angela, de Chronicle Live, Lisa-Marie Ferla, de Herald Scotland, Bourne Dianne, de Manchester Evening News, Magee Matthew, de The Telegraph, y Whetstone David, de The Journal, le dieron una puntuación de 4 estrellas de 5; por otro lado Oddy Guy, de The Arts Desk, y , de The Guardian, le concedieron 3 estrellas de 5.

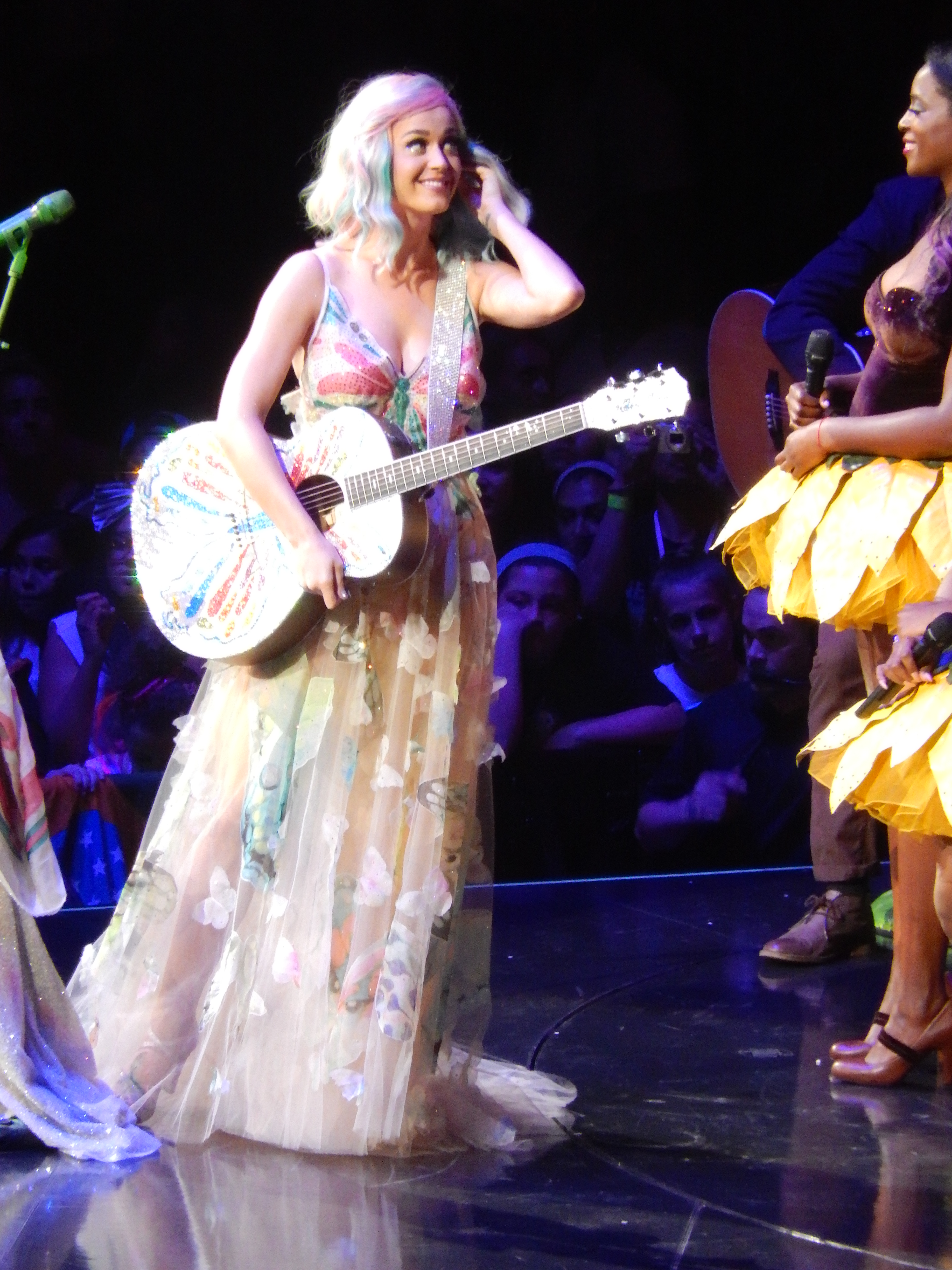
Perry durante el acto acústico de The Prismatic World Tour, segmento más alabado por los críticos.

Varios articulistas elogiaron las diversas interpretaciones de Perry, aunque mayormente las del acto acústico  y el encore, «Firework». Bourne Dianne comentó que «hay efectos deslumbrantes para cada canción». Según Douglas Julian, el sonido del primer concierto «era claro, nítido» y «fuerte». Aunque hubo reseñas como por ejemplo la de Daisy Wyatt, de The Independent, en la que se habló que durante la interpretación de «Roar» su voz careció «de la profundidad y el poder como para llevar el espectáculo por si solo sin la ayuda de una producción de alto presupuesto», Dianne Bourne, de Manchester Evening News, también mencionó que en algunas ocasiones enmascaró su voz con «una gran variedad de efectos electro», a pesar de reconocer que «es un espectáculo en vivo con estilo y sofisticado». Asimismo se alabaron los diversos trajes utilizados por la artista y los bailarines durante los espectáculos.
Algunos críticos reconocieron que, con esta gira, la artista ha estado más cerca del público gracias a la zona «The Reflection Section», y a su vez, Emilee Lindner, de MTV News, escribió que Perry ha cumplido con su promesa: Hacer al espectáculo un «festín para los ojos». La reportera Upex Angela incluyó en su reseña un comentario de su hija, quien sostuvo que más bien, el espectáculo parecía un número de los que se llevan a cabo en los Teatros del West End». Mark Sutherlad, de Rolling Stone, relató positivamente acerca de The Prismatic World Tour, alegando que es «para dañar las retinas y [hacer] explotar las mentes», y que en realidad no es un «festín visual, sino más bien como el equivalente visual de los atracones». Asimismo comentó que los padres debieron haber sentido un alivio, ya que «“Peacock” fue confinado a un vídeo interludio en gran parte instrumental» y que «Perry parecía feliz de ceder la mayor parte de las travesuras obscenas a Miley Cyrus». Según Mike Atkinson, de Nottingham Post, en una revisión al concierto realizado el 11 de mayo de 2014 en el Capital FM Arena, Nottingham, el articulista afirmó que «cada padacito estuvo tan increíblemente elaborado» como su gira anteiror, y que si bien «la puesta en escena fue técnicamente impecable, su equipo tomó mucho más tiempo de lo previsto para poner todo en su lugar», lo cual provocó un retraso de 90 minutos que conllevó a la salida de una buena parte del público antes del encore por cuestiones de transporte.
Oddy, de The Arts Desk, relata que Perry les da a sus aficionados «exactamente lo que quieren». En cuanto al repertorio, expresó que las canciones de One of the Boys y Teenage Dream, en cierta parte opacan a las de Prism por sus temáticas de autoempoderamiento y autorreflexión. Kathy McCabe, de News.com.au, consideró a The Prismatic World Tour como «la gira pop más grande del año».

### Resultados comerciales
La primera etapa de la gira atrajo una gran demanda del público, por lo cual la artista agregó espectáculos adicionales en Belfast, Glasgow y Londres se anunció pocas horas después de haber sido puestas en ventas las entradas para la única actuación que realizaría en la metrópolis. Más tarde, añadió fechas adicionales en Mánchester y Birmingham. Asimismo, adicionó fechas en los Estados Unidos, Canadá y México luego de que la primera etapa fuera anunciada. Al mismo tiempo tuvo una gran popularidad durante el periodo de preventa de las entradas en Australia, por lo cual agregaron más espectáculos en Melbourne, Sídney y Brisbane. De acuerdo con Jesse Lawrence de Forbes, el precio promedio de las entradas en el mercado secundario para la serie de espectáculos en Norteamérica se situaron en $252,60. Su análisis concluyó con que era el precio promedio más alto en comparación con los boletos de On The Run Tour de Beyoncé y Jay-Z y de Artrave: The Artpop Ball Tour de Lady Gaga. Asimismo agregó que el precio no muchas fechas cayeron por debajo de los $200 en el mercado secundario; por otra parte indicó que el boleto más caro la gira en Norteamérica fue la del 13 de septiembre de 2014 en Tacoma, Washington que tuvo un precio promedio de $362,45 un 43,5% por encima de los otros boletos; mientras que la menos costosa fue la del 16 de julio de 2014 en Ottawa con un precio promedio de $177,28.
The Prismatic World Tour encabezó el resumen semanal de Hot Tours el 18 de septiembre de 2014 por $31 millones de entradas vendidas de veintiún conciertos de la etapa de Norteamérica entre junio a mediados de julio. En Australia se vendió más de 350 000 boletos por 23 fechas, esto convirtió a The Prismatic World Tour en la gira con más entradas vendidas en el Allphones Arena de Sídney con un total de 89 500 boletos por seis conciertos, anteriormente el récord lo poseía One Direction. Según la compañía patrocinadora Dainty Group, la demanda de boletos era tan alta que pudieron haber agregado muchas fechas y fueran sido vendidas muy fácilmente, al mismo tiempo alegó muy pocas veces se ve un buen recibimiento comercial como lo tuvo Perry. Tras culminar la tercera etapa de la gira, Perry encabezó nuevamente la Hot Tours por más de $42 millones de boletos vendidos. Para finales de enero de 2015, la gira había recaudado $146 millones de 105 fechas y con una asistencia de 1.37 millones de personas. La gira también tuvo éxito en la etapa europea y asiática, según Pollstar, en su informe de mitad de año, indicó que The Prismatic World Tour recaudó $35.7 millones de 35 fechas.

### Reconocimientos y nominaciones
Tras culminar la serie de conciertos en Australia, a Perry le fue concedida una placa y una bicicleta como reconocimiento por la serie de conciertos que realizó en el Allphones Arena de Sídney; que se convirtieron en los espectáculos con más boletos vendidos en la historia del estadio. La placa fue fijada permanentemente fuera de la entrada del estadio.
| Año  | Premiación                      | Categoría                               | Resultado | Ref.   |
| ---- | ------------------------------- | --------------------------------------- | --------- | ------ |
| 2014 | Teen Choice Awards              | Summer Choice: Gira                     | Nominada  | [ 72 ] |
| 2014 | Billboard Touring Awards        | Mejor paquete                           | Ganadora  | [ 73 ] |
| 2014 | Billboard Touring Awards        | Mercadotecnia y promoción del concierto | Nominada  | [ 73 ] |
| 2014 | Billboard Mid-Year Music Awards | Mejor gira                              | Nominada  | [ 74 ] |

## Fechas
| Fecha                    | Ciudad            | País            | Recinto                                      | Actos de apertura           | Entradas vendidas / Disponibles | Recaudación   |
| ------------------------ | ----------------- | --------------- | -------------------------------------------- | --------------------------- | ------------------------------- | ------------- |
| Etapa I — Reino Unido    |                   |                 |                                              |                             |                                 |               |
| 7 de mayo de 2014        | Belfast           | Reino Unido     | Odyssey Arena                                | Icona Pop                   | 18 553 / 18 553 (100%)          | $1 658 690    |
| 8 de mayo de 2014        | Belfast           | Reino Unido     | Odyssey Arena                                | Icona Pop                   | 18 553 / 18 553 (100%)          | $1 658 690    |
| 10 de mayo de 2014       | Newcastle         | Reino Unido     | Metro Radio Arena                            | Icona Pop                   | No disponible                   | No disponible |
| 11 de mayo de 2014       | Nottingham        | Reino Unido     | Capital FM Arena                             | Icona Pop                   | No disponible                   | No disponible |
| 13 de mayo de 2014       | Birmingham        | Reino Unido     | LG Arena                                     | Icona Pop                   | No disponible                   | No disponible |
| 14 de mayo de 2014       | Birmingham        | Reino Unido     | LG Arena                                     | Icona Pop                   | No disponible                   | No disponible |
| 17 de mayo de 2014       | Glasgow           | Reino Unido     | SSE Hydro                                    | Icona Pop                   | No disponible                   | No disponible |
| 18 de mayo de 2014       | Glasgow           | Reino Unido     | SSE Hydro                                    | Icona Pop                   | No disponible                   | No disponible |
| 20 de mayo de 2014       | Mánchester        | Reino Unido     | Phones 4u Arena                              | Icona Pop                   | 21 343 / 24 951 (85.5%)         | $1 796 590    |
| 21 de mayo de 2014       | Liverpool         | Reino Unido     | Echo Arena                                   | Icona Pop                   | No disponible                   | No disponible |
| 23 de mayo de 2014       | Sheffield         | Reino Unido     | Motorpoint Arena                             | Icona Pop                   | No disponible                   | No disponible |
| 24 de mayo de 2014       | Mánchester        | Reino Unido     | Phones 4u Arena                              | Icona Pop                   | [ c ]                           | [ c ]         |
| 25 de mayo de 2014       | Glasgow           | Reino Unido     | SSE Hydro                                    | No dispobible               | No disponible                   | No disponible |
| 27 de mayo de 2014       | Londres           | Reino Unido     | The O2 Arena                                 | Icona Pop                   | 53 871 / 63 574 (84.7%)         | $5 023 470    |
| 28 de mayo de 2014       | Londres           | Reino Unido     | The O2 Arena                                 | Icona Pop                   | 53 871 / 63 574 (84.7%)         | $5 023 470    |
| 30 de mayo de 2014       | Londres           | Reino Unido     | The O2 Arena                                 | Icona Pop                   | 53 871 / 63 574 (84.7%)         | $5 023 470    |
| 31 de mayo de 2014       | Londres           | Reino Unido     | The O2 Arena                                 | Icona Pop                   | 53 871 / 63 574 (84.7%)         | $5 023 470    |
| Etapa II — Norteamérica  |                   |                 |                                              |                             |                                 |               |
| 22 de junio de 2014      | Raleigh           | Estados Unidos  | PNC Arena                                    | Capital Cities · Ferras     | 13 704 / 13 704 (100%)          | $1 461 008    |
| 24 de junio de 2014      | Washington D. C.  | Estados Unidos  | Verizon Center                               | Capital Cities · Ferras     | 26 508 / 26 508 (100%)          | $3 293 503    |
| 25 de junio de 2014      | Washington D. C.  | Estados Unidos  | Verizon Center                               | Capital Cities · Ferras     | 26 508 / 26 508 (100%)          | $3 293 503    |
| 27 de junio de 2014      | Nashville         | Estados Unidos  | Bridgestone Arena                            | Capital Cities · Ferras     | 13 487 / 13 487 (100%)          | $1 567 175    |
| 28 de junio de 2014      | Atlanta           | Estados Unidos  | Philips Arena                                | Capital Cities · Ferras     | 12 843 / 12 843 (100%)          | $1 525 349    |
| 30 de junio de 2014      | Tampa             | Estados Unidos  | Tampa Bay Times Forum                        | Capital Cities · Ferras     | 13 680 / 13 680 (100%)          | $1 503 644    |
| 2 de julio de 2014       | Sunrise           | Estados Unidos  | BB&T Center                                  | Capital Cities · Ferras     | 12 888 / 12 888 (100%)          | $1 382 655    |
| 3 de julio de 2014       | Miami             | Estados Unidos  | American Airlines Arena                      | Capital Cities · Ferras     | 13 543 / 13 543 (100%)          | $1 432 275    |
| 7 de julio de 2014       | Uncasville        | Estados Unidos  | Mohegan Sun Arena                            | Capital Cities · Ferras     | 6 286 / 6 541 (96.1%)           | $941 786      |
| 9 de julio de 2014       | Nueva York        | Estados Unidos  | Madison Square Garden                        | Capital Cities · Ferras     | 13 846 / 13 846 (100%)          | $2 047 284    |
| 11 de julio de 2014      | Newark            | Estados Unidos  | Prudential Center                            | Capital Cities · Ferras     | 25 584 / 25 584 (100%)          | $3 363 432    |
| 12 de julio de 2014      | Newark            | Estados Unidos  | Prudential Center                            | Capital Cities · Ferras     | 25 584 / 25 584 (100%)          | $3 363 432    |
| 15 de julio de 2014      | Montreal          | Canadá          | Bell Centre                                  | Capital Cities · Ferras     | 14 284 / 14 284 (100%)          | $1 332 540    |
| 16 de julio de 2014      | Ottawa            | Canadá          | Canadian Tire Centre                         | Capital Cities · Ferras     | 13 260 / 13 260 (100%)          | $1 053 260    |
| 18 de julio de 2014      | Toronto           | Canadá          | Air Canada Centre                            | Capital Cities · Ferras     | 44 556 / 44 556 (100%)          | $4 403 610    |
| 19 de julio de 2014      | Toronto           | Canadá          | Air Canada Centre                            | Capital Cities · Ferras     | 44 556 / 44 556 (100%)          | $4 403 610    |
| 21 de julio de 2014      | Toronto           | Canadá          | Air Canada Centre                            | Capital Cities · Ferras     | 44 556 / 44 556 (100%)          | $4 403 610    |
| 22 de julio de 2014      | Pittsburgh        | Estados Unidos  | Consol Energy Center                         | Capital Cities · Ferras     | 13 909 / 13 909 (100%)          | $1 440 835    |
| 24 de julio de 2014      | Brooklyn          | Estados Unidos  | Barclays Center                              | Capital Cities · Ferras     | 27 823 / 27 823 (100%)          | $3 280 455    |
| 25 de julio de 2014      | Brooklyn          | Estados Unidos  | Barclays Center                              | Capital Cities · Ferras     | 27 823 / 27 823 (100%)          | $3 280 455    |
| 1 de agosto de 2014      | Boston            | Estados Unidos  | TD Center                                    | Capital Cities · Ferras     | 26 227 / 26 227 (100%)          | $3 178 415    |
| 2 de agosto de 2014      | Boston            | Estados Unidos  | TD Center                                    | Capital Cities · Ferras     | 26 227 / 26 227 (100%)          | $3 178 415    |
| 4 de agosto de 2014      | Filadelfia        | Estados Unidos  | Wells Fargo Center                           | Capital Cities · Ferras     | 28 213 / 28 213 (100%)          | $2 952 334    |
| 5 de agosto de 2014      | Filadelfia        | Estados Unidos  | Wells Fargo Center                           | Capital Cities · Ferras     | 28 213 / 28 213 (100%)          | $2 952 334    |
| 7 de agosto de 2014      | Chicago           | Estados Unidos  | United Center                                | Capital Cities · Ferras     | 27 851 / 27 851 (100%)          | $3 369 142    |
| 8 de agosto de 2014      | Chicago           | Estados Unidos  | United Center                                | Capital Cities · Ferras     | 27 851 / 27 851 (100%)          | $3 369 142    |
| 10 de agosto de 2014     | Grand Rapids      | Estados Unidos  | Van Andel Arena                              | Kacey Musgraves · Ferras    | No disponible                   | No disponible |
| 11 de agosto de 2014     | Auburn Hills      | Estados Unidos  | The Palace of Auburn Hills                   | Kacey Musgraves · Ferras    | 13 888 / 13 888 (100%)          | $1 363 889    |
| 13 de agosto de 2014     | Columbus          | Estados Unidos  | Nationwide Arena                             | Kacey Musgraves · Ferras    | 14 138 / 14 138 (100%)          | $1 391 453    |
| 14 de agosto de 2014     | Cleveland         | Estados Unidos  | Quicken Loans Arena                          | Kacey Musgraves · Ferras    | 15 376 / 15 376 (100%)          | $1 336 244    |
| 16 de agosto de 2014     | Louisville        | Estados Unidos  | KFC Yum! Center                              | Kacey Musgraves · Ferras    | 16 306 / 16 306 (100%)          | $1 607 190    |
| 17 de agosto de 2014     | Saint Louis       | Estados Unidos  | Scottrade Center                             | Kacey Musgraves · Ferras    | 14 395 / 14 395 (100%)          | $1 463 826    |
| 19 de agosto de 2014     | Kansas City       | Estados Unidos  | Sprint Center                                | Kacey Musgraves · Ferras    | 13 132 / 13 132 (100%)          | $1 219 456    |
| 20 de agosto de 2014     | Lincoln           | Estados Unidos  | Pinnacle Bank Arena                          | Kacey Musgraves · Ferras    | 13 693 / 13 693 (100%)          | $1 217 100    |
| 22 de agosto de 2014     | Minneapolis       | Estados Unidos  | Target Center                                | Kacey Musgraves · Ferras    | 13 718 / 13 718 (100%)          | $1 357 694    |
| 23 de agosto de 2014     | Fargo             | Estados Unidos  | Fargodome                                    | Kacey Musgraves · Ferras    | 21,843 / 21,843 (100%)          | $1 660 459    |
| 26 de agosto de 2014     | Winnipeg          | Canadá          | MTS Centre                                   | Kacey Musgraves · Ferras    | 11 858 / 11 858 (100%)          | $956 695      |
| 28 de agosto de 2014     | Saskatoon         | Canadá          | Credit Union Centre                          | Kacey Musgraves · Ferras    | 12 379 / 12 379 (100%)          | $940 310      |
| 29 de agosto de 2014     | Calgary           | Canadá          | Scotiabank Saddledome                        | Kacey Musgraves · Ferras    | 12 295 / 12 295 (100%)          | $1 239 040    |
| 31 de agosto de 2014     | Edmonton          | Canadá          | Rexall Place                                 | Kacey Musgraves · Ferras    | 25 112 / 25 112 (100%)          | $2 161 810    |
| 1 de septiembre de 2014  | Edmonton          | Canadá          | Rexall Place                                 | Kacey Musgraves · Ferras    | 25 112 / 25 112 (100%)          | $2 161 810    |
| 9 de septiembre de 2014  | Vancouver         | Canadá          | Rogers Arena                                 | Kacey Musgraves · Ferras    | 27 462 / 27 462 (100%)          | $2 680 950    |
| 10 de septiembre de 2014 | Vancouver         | Canadá          | Rogers Arena                                 | Kacey Musgraves · Ferras    | 27 462 / 27 462 (100%)          | $2 680 950    |
| 12 de septiembre de 2014 | Portland          | Estados Unidos  | Moda Center                                  | Tegan and Sara · Ferras     | 13 675 / 13 675 (100%)          | $1 137 015    |
| 13 de septiembre de 2014 | Tacoma            | Estados Unidos  | Tacoma Dome                                  | Tegan and Sara · Ferras     | 19 902 / 19 902 (100%)          | $1 764 933    |
| 16 de septiembre de 2014 | Anaheim           | Estados Unidos  | Honda Center                                 | Tegan and Sara · Ferras     | 23 374 / 23 374 (100%)          | $2 619 670    |
| 17 de septiembre de 2014 | Anaheim           | Estados Unidos  | Honda Center                                 | Tegan and Sara · Ferras     | 23 374 / 23 374 (100%)          | $2 619 670    |
| 19 de septiembre de 2014 | Los Ángeles       | Estados Unidos  | Staples Center                               | Tegan and Sara · Ferras     | 28 791 / 28 791 (100%)          | $3 606 823    |
| 20 de septiembre de 2014 | Los Ángeles       | Estados Unidos  | Staples Center                               | Tegan and Sara · Ferras     | 28 791 / 28 791 (100%)          | $3 606 823    |
| 22 de septiembre de 2014 | San José          | Estados Unidos  | SAP Center at San Jose                       | Tegan and Sara · Ferras     | 25 173 / 25 173 (100%)          | $2 963 031    |
| 23 de septiembre de 2014 | San José          | Estados Unidos  | SAP Center at San Jose                       | Tegan and Sara · Ferras     | 25 173 / 25 173 (100%)          | $2 963 031    |
| 25 de septiembre de 2014 | Glendale          | Estados Unidos  | Jobing.com Arena                             | Tegan and Sara · Ferras     | 13 145 / 13 145 (100%)          | $1 423 994    |
| 26 de septiembre de 2014 | Las Vegas         | Estados Unidos  | MGM Grand Garden Arena                       | Tegan and Sara · Ferras     | 12 886 / 12 886 (100%)          | $1 742 965    |
| 29 de septiembre de 2014 | Salt Lake City    | Estados Unidos  | Energy Solutions Arena                       | Tegan and Sara · Ferras     | 13 860 / 13 860 (100%)          | $1 218 622    |
| 30 de septiembre de 2014 | Denver            | Estados Unidos  | Pepsi Center                                 | Tegan and Sara · Ferras     | 12 784 / 12 784 (100%)          | $1 283 904    |
| 2 de octubre de 2014     | Dallas            | Estados Unidos  | American Airlines Center                     | Tegan and Sara · Ferras     | 27 453 / 27 453 (100%)          | $3 520 503    |
| 3 de octubre de 2014     | Dallas            | Estados Unidos  | American Airlines Center                     | Tegan and Sara · Ferras     | 27 453 / 27 453 (100%)          | $3 520 503    |
| 5 de octubre de 2014     | Memphis           | Estados Unidos  | FedExForum                                   | Tegan and Sara · Ferras     | 13 136 / 13 136 (100%)          | $1 177 517    |
| 6 de octubre de 2014     | Tulsa             | Estados Unidos  | BOK Center                                   | Tegan and Sara · Ferras     | 12 388 / 12 388 (100%)          | $1 285 851    |
| 8 de octubre de 2014     | Nueva Orleans     | Estados Unidos  | New Orleans Arena                            | Tegan and Sara · Ferras     | 13 718 / 13 718 (100%)          | $1 274 571    |
| 10 de octubre de 2014    | Houston           | Estados Unidos  | Toyota Center                                | Becky G · Ferras            | 24 268 / 24 268 (100%)          | $2 692 788    |
| 11 de octubre de 2014    | Houston           | Estados Unidos  | Toyota Center                                | Becky G · Ferras            | 24 268 / 24 268 (100%)          | $2 692 788    |
| 14 de octubre de 2014    | Monterrey         | México          | Arena Monterrey                              | Becky G                     | No disponible                   | No disponible |
| 15 de octubre de 2014    | Monterrey         | México          | Arena Monterrey                              | Becky G                     | No disponible                   | No disponible |
| 17 de octubre de 2014    | Ciudad de México  | México          | Palacio de los Deportes                      | Becky G                     | 39 212 / 40 368 (97.1%)         | $3 726 052    |
| 18 de octubre de 2014    | Ciudad de México  | México          | Palacio de los Deportes                      | Becky G                     | 39 212 / 40 368 (97.1%)         | $3 726 052    |
| Etapa III — Oceanía      |                   |                 |                                              |                             |                                 |               |
| 7 de noviembre de 2014   | Perth             | Australia       | Perth Arena                                  | Betty Who                   | 29 153 / 29 153 (100%)          | $3 822 000    |
| 8 de noviembre de 2014   | Perth             | Australia       | Perth Arena                                  | Betty Who                   | 29 153 / 29 153 (100%)          | $3 822 000    |
| 11 de noviembre de 2014  | Adelaida          | Australia       | Adelaide Entertainment Centre                | Betty Who                   | 18 426 / 18 426 (100%)          | $2 264 770    |
| 12 de noviembre de 2014  | Adelaida          | Australia       | Adelaide Entertainment Centre                | Betty Who                   | 18 426 / 18 426 (100%)          | $2 264 770    |
| 14 de noviembre de 2014  | Melbourne         | Australia       | Rod Laver Arena                              | Betty Who                   | 100 923 / 100 923 (100%)        | $13 360 900   |
| 15 de noviembre de 2014  | Melbourne         | Australia       | Rod Laver Arena                              | Betty Who                   | 100 923 / 100 923 (100%)        | $13 360 900   |
| 18 de noviembre de 2014  | Melbourne         | Australia       | Rod Laver Arena                              | Betty Who                   | 100 923 / 100 923 (100%)        | $13 360 900   |
| 19 de noviembre de 2014  | Melbourne         | Australia       | Rod Laver Arena                              | Betty Who                   | 100 923 / 100 923 (100%)        | $13 360 900   |
| 21 de noviembre de 2014  | Sídney            | Australia       | Allphones Arena                              | Betty Who                   | 93 841 / 93 841 (100%)          | $12 177 000   |
| 22 de noviembre de 2014  | Sídney            | Australia       | Allphones Arena                              | Betty Who                   | 93 841 / 93 841 (100%)          | $12 177 000   |
| 24 de noviembre de 2014  | Sídney            | Australia       | Allphones Arena                              | Betty Who                   | 93 841 / 93 841 (100%)          | $12 177 000   |
| 25 de noviembre de 2014  | Sídney            | Australia       | Allphones Arena                              | Betty Who                   | 93 841 / 93 841 (100%)          | $12 177 000   |
| 27 de noviembre de 2014  | Brisbane          | Australia       | Brisbane Entertainment Centre                | Betty Who                   | 60 159 / 60 159 (100%)          | $7 350 110    |
| 28 de noviembre de 2014  | Brisbane          | Australia       | Brisbane Entertainment Centre                | Betty Who                   | 60 159 / 60 159 (100%)          | $7 350 110    |
| 30 de noviembre de 2014  | Brisbane          | Australia       | Brisbane Entertainment Centre                | Tove Lo                     | 60 159 / 60 159 (100%)          | $7 350 110    |
| 1 de diciembre de 2014   | Brisbane          | Australia       | Brisbane Entertainment Centre                | Tove Lo                     | 60 159 / 60 159 (100%)          | $7 350 110    |
| 4 de diciembre de 2014   | Melbourne         | Australia       | Rod Laver Arena                              | Tove Lo                     | [ e ]                           | [ e ]         |
| 6 de diciembre de 2014   | Melbourne         | Australia       | Rod Laver Arena                              | Tove Lo                     | [ e ]                           | [ e ]         |
| 7 de diciembre de 2014   | Melbourne         | Australia       | Rod Laver Arena                              | Tove Lo                     | [ e ]                           | [ e ]         |
| 10 de diciembre de 2014  | Melbourne         | Australia       | Rod Laver Arena                              | Tove Lo                     | [ e ]                           | [ e ]         |
| 12 de diciembre de 2014  | Sídney            | Australia       | Allphones Arena                              | Tove Lo                     | [ f ]                           | [ f ]         |
| 13 de diciembre de 2014  | Sídney            | Australia       | Allphones Arena                              | Tove Lo                     | [ f ]                           | [ f ]         |
| 15 de diciembre de 2014  | Brisbane          | Australia       | Brisbane Entertainment Centre                | Tove Lo                     | [ g ]                           | [ g ]         |
| 19 de diciembre de 2014  | Auckland          | Nueva Zelanda   | Vector Arena                                 | Tove Lo                     | 24 157 / 24 157 (100%)          | $3 046 890    |
| 20 de diciembre de 2014  | Auckland          | Nueva Zelanda   | Vector Arena                                 | Tove Lo                     | 24 157 / 24 157 (100%)          | $3 046 890    |
| Etapa IV — Europa        |                   |                 |                                              |                             |                                 |               |
| 16 de febrero de 2015    | Barcelona         | España          | Palau Sant Jordi                             | Charli XCX                  | No disponible                   | No disponible |
| 17 de febrero de 2015    | Montpellier       | Francia         | Park&Suites Arena                            | Charli XCX                  | No disponible                   | No disponible |
| 20 de febrero de 2015    | Lyon              | Francia         | Halle Tony Garnier                           | Charli XCX                  | No disponible                   | No disponible |
| 21 de febrero de 2015    | Milán             | Italia          | Mediolanum Forum                             | Charli XCX                  | No disponible                   | No disponible |
| 23 de febrero de 2015    | Praga             | República Checa | O2 Arena                                     | Charli XCX                  | No disponible                   | No disponible |
| 24 de febrero de 2015    | Cracovia          | Polonia         | Kraków Arena                                 | Charli XCX                  | No disponible                   | No disponible |
| 26 de febrero de 2015    | Vienna            | Austria         | Wiener Stadthalle                            | Charli XCX                  | No disponible                   | No disponible |
| 27 de febrero de 2015    | Bratislava        | Eslovaquia      | Ondrej Nepela Arena                          | Charli XCX                  | No disponible                   | No disponible |
| 1 de marzo de 2015       | Zúrich            | Suiza           | Hallenstadion                                | Charli XCX                  | 13 000 / 13 000 (100%)          | $1 183 140    |
| 2 de marzo de 2015       | Munich            | Alemania        | Olympiahalle                                 | Charli XCX                  | No disponible                   | No disponible |
| 4 de marzo de 2015       | Amberes           | Bélgica         | Sportpaleis                                  | Charli XCX                  | 18 396 / 19 920 (92.3 %)        | $1 045 430    |
| 5 de marzo de 2015       | Colonia           | Alemania        | Lanxess Arena                                | Charli XCX                  | No disponible                   | No disponible |
| 7 de marzo de 2015       | Herning           | Dinamarca       | Jyske Bank Boxen                             | Charli XCX                  | No disponible                   | No disponible |
| 9 de marzo de 2015       | Ámsterdam         | Países Bajos    | Ziggo Dome                                   | Charli XCX                  | No disponible                   | No disponible |
| 10 de marzo de 2015      | Ámsterdam         | Países Bajos    | Ziggo Dome                                   | Charli XCX                  | No disponible                   | No disponible |
| 12 de marzo de 2015      | Hamburgo          | Alemania        | O2 World de Hamburgo                         | Charli XCX                  | 7936 / 11 664 (68%)             | $537 228      |
| 13 de marzo de 2015      | Berlín            | Alemania        | O2 World                                     | Charli XCX                  | 12 491 / 12 515 (99.8 %)        | $753 185      |
| 15 de marzo de 2015      | Riga              | Letonia         | Riga Arena                                   | Charli XCX                  | No disponible                   | No disponible |
| 18 de marzo de 2015      | Helsinki          | Finlandia       | Hartwall Arena                               | Charli XCX                  | No disponible                   | No disponible |
| 20 de marzo de 2015      | Oslo              | Noruega         | Telenor Arena                                | Charli XCX                  | No disponible                   | No disponible |
| 22 de marzo de 2015      | Estocolmo         | Suecia          | Ericsson Globe                               | Charli XCX                  | No disponible                   | No disponible |
| Etapa V — Asia           |                   |                 |                                              |                             |                                 |               |
| 18 de abril de 2015      | Cantón            | China           | Guangzhou International Sports Arena         | The Dolls                   | No disponible                   | No disponible |
| 21 de abril de 2015      | Shanghái          | China           | Mercedes-Benz Arena                          | The Dolls                   | No disponible                   | No disponible |
| 22 de abril de 2015      | Shanghái          | China           | Mercedes-Benz Arena                          | The Dolls                   | No disponible                   | No disponible |
| 25 de abril de 2015      | Tokio             | Japón           | Gimnasio Metropolitano de Tokio              | The Dolls                   | No disponible                   | No disponible |
| 26 de abril de 2015      | Tokio             | Japón           | Gimnasio Metropolitano de Tokio              | The Dolls                   | No disponible                   | No disponible |
| 28 de abril de 2015      | Taipéi            | Taiwán          | Taipei Arena                                 | Ferras                      | No disponible                   | No disponible |
| 1 de mayo de 2015        | Macao             | Macao           | CotaiArena                                   | The Dolls                   | No disponible                   | No disponible |
| 2 de mayo de 2015        | Macao             | Macao           | CotaiArena                                   | The Dolls                   | No disponible                   | No disponible |
| 7 de mayo de 2015        | Manila            | Filipinas       | Arena Filipina                               | The Dolls                   | No disponible                   | No disponible |
| 9 de mayo de 2015        | Yakarta           | Indonesia       | Indonesia Convention Exhibition              | The Dolls                   | No disponible                   | No disponible |
| 11 de mayo de 2015       | Kallang           | Singapur        | Estadio Cubierto de Singapur                 | The Dolls                   | No disponible                   | No disponible |
| 14 de mayo de 2015       | Bangkok           | Tailandia       | Impact Arena                                 | The Dolls                   | No disponible                   | No disponible |
| Etapa VI — Latinoamérica |                   |                 |                                              |                             |                                 |               |
| 22 de septiembre de 2015 | Lima              | Perú            | Jockey Club del Perú                         | Gabriela Gastelumendi       | 15 635 / 15 635 (100%)          | $1 397 180    |
| 25 de septiembre de 2015 | São Paulo         | Brasil          | Allianz Parque                               | AlunaGeorge                 | 35 564 / 35 564 (100%)          | $2 218 220    |
| 27 de septiembre de 2015 | Río de Janeiro    | Brasil          | Parque Dos Atletas                           | AlunaGeorge                 | No disponible                   | No disponible |
| 29 de septiembre de 2015 | Curitiba          | Brasil          | Pedreira Paulo Leminski                      | Tinashe                     | 16 076 / 16 076 (100%)          | $1 115 000    |
| 3 de octubre de 2015     | Buenos Aires      | Argentina       | Hipódromo de Palermo                         | Tinashe · Lali Espósito     | 17 623 / 17 623 (100%)          | $1 545 600    |
| 6 de octubre de 2015     | Santiago de Chile | Chile           | Pista Atlética del Estadio Nacional de Chile | Tinashe · Consuelo Schuster | 23 438 / 23 438 (100%)          | $1 955 240    |
| 9 de octubre de 2015     | Bogotá            | Colombia        | Parque Deportivo 222                         | Tinashe                     | 18 796 / 18 796 (100%)          | $1 889 520    |
| 12 de octubre de 2015    | San Juan          | Puerto Rico     | Coliseo de Puerto Rico José Miguel Agrelot   | Tinashe                     | 15 218 / 15 653 (97.2%)         | $1 591 275    |
| 15 de octubre de 2015    | Panamá            | Panamá          | Centro de Convenciones Figali                | Tinashe                     | 6928 / 8000 (86.6%)             | $968 479      |
| 18 de octubre de 2015    | Alajuela          | Costa Rica      | Parque Viva                                  | Tinashe                     | 16 199 / 16 199 (100%)          | $1 423 310    |

## Créditos y personal
Créditos adaptados al programa de The Prismatic World Tour.
Principal
| - Baz Halpin: director, diseñador de producción y diseño de iluminación. - Harry Sandler: mánager de la gira. - Cindy Chapman: mánager asistente de la gira. - Jay Schmit: mánager de producción. - Kim Hilton: supervisor de producción. - Bradford Cobb: productor de la gira. - Steven Jensen: productor de la gira. - Martin Kirkup: productor de la gira. - Ngoc Hoang: productor de la gira. - Alan Doyle: director de escena. - John Czajkowski: contable de la gira. - David Mendoza: construcción de escenario. - Michael Curry Designs: construcción de escenario. - Aaron Ford: construcción de escenario. - Patrick Seeley: construcción de escenario. - Tamra Natisin: asistente personal. - Armando Alarcon: entrenador personal. - Greenberg Traurig: representante legal. - Jay Cooper: representante legal. - Steve Plinio: representante legal. - Bernie Gudvi: gerente. - Jeff Hinkle: gerente. - Sandy Cohen: gerente. - Emma Banks: agente artístico. - Mitch Rose: agente artístico. - Jbeau Lewis: agente artístico. - Christian Carubi: agente artístico. - Tina Walters: agente de viajes. - Debbie and Nancy Rosenblatt: agente de viajes. - Lyndsay Thomson: agente de viajes. - Tracy Lonsdale: agente de viajes. - RJ Durell: coreógrafo. - Nick Flórez: coreógrafo. - Katie Schaar: coreógrafo asistente. - Todd Delano: estilista. - Clyde Haygood: estilista. - Larry McDaniel: estilista. - Darren Scott: estilista. - Erin Lareau: vestuario. - Lisa Nishimura: vestuario. - Laura Spratt: vestuario. | - Abby Franklin: vestuario. - Marina Toybina: vestuario. - Tony Villanueva: supervisor de vestuario. - Kathy Beer: director de iluminación. - John Chiodo: jefe de equipo de iluminación. - Eric Marchwinski: diseño de iluminación. - Julian Lavender: diseño de iluminación. - John Huddleston: diseño de iluminación. - Bart Buckalew: luminotecnia. - Tony Cerasuolo: luminotecnia. - Chris Donati: luminotecnia. - John Dall: luminotecnia. - Jamie Catt: luminotecnia. - Nick Barton: luminotecnia. - Alex Murphy: luminotecnia. - Tiffany Hudson: luminotecnia. - Chuck Melton: rigger guía. - Ricky Baiotto: rigger. - Albert Pozzetti: rigger. - Jake Harrelson: rigger. - Patrick Leonard: rigger. - Duane Burda: jefe de equipo de backline. - Gabe Monago: backline. - Chris Morrison: backline. - Robert Moore: automatización. - Richard Kent: automatización. - Simon Parsons: automatización. - Rick Berger: automatización. - Michael Berger: automatización. - Eric Pelletier: automatización. - Luke Larson: carpintero. - Dewey Evans: carpintero. - Jimmy George: carpintero. - PJ Smith: carpintero. - Mike Ryder: carpintero. - Vadim Melline: carpintero. - Aaron Ford: carpintero. - Pete Keppler: ingeniero. - Eric Racy: ingeniero. - Manny Barajas: ingeniero. - Ben Rothstein: ingeniero. - Shaun Barnett: pirotecnia y láser. - Marc Webber: pirotecnia y láser. | - Ryan Hagan: pirotecnia y láser. - Dan Ivory-Castle: pirotecnia y láser. - Ian MacDonald: pirotecnia y láser. - Michael Morey: pirotecnia y láser. - Alex Oita: pirotecnia y láser. - Lightborne: diseño de vídeo. - Ben Nicholson: diseño de vídeo. - JT Rooney: diseño de vídeo. - Todd LePere: diseño de vídeo. - Omar Montes-Rangel: director de vídeo e ingeniero de vídeo. - Eugene McAuliffe: ingeniero de vídeo. - Live Nation: patrocinador. - SJM Concerts: patrocinador. - AEG: OCESA / Zignia Live: patrocinador. - Dainty Group: patrocinador. - The Blonds: diseñador de vestuario. - Roberto Cavalli: diseñador de vestuario. - Discount Universe: diseñador de vestuario. - J&M Costumers: diseñador de vestuario. - Nicolas Jebran: diseñador de vestuario. - Alexis Mabille: diseñador de vestuario. - Marco Marco: diseñador de vestuario. - Fausto Puglisi: diseñador de vestuario. - Jeremy Scott: diseñador de vestuario. - Silvia's Costumers: diseñador de vestuario. - Straight-Laced @ Runway Archives & Showroom: diseñador de vestuario. - Todd Thomas: diseñador de vestuario. - Valentino: diseñador de vestuario. - Johnny Wujek: diseñador de vestuario. - LaDuca Shoes: diseñador de vestuario. - Leah Adler: bailarín. - Khasan Brailsford: bailarín. - Lockhart Brownlie: bailarín. - Bryan Gaw: bailarín. - Loriel Hennington: bailarín. - Malik LeNost: bailarín. - Scott Myrick: bailarín. - Cassidy Noblett: bailarín. - Tracy Shibata: bailarín. - Britt Stewart: bailarín. |

Banda
| - Katy Perry: voz principal. - Kris Pooley: director musical. - Max Hart: teclados. - Casey Hooper: guitarra. | - Nathan Spicer: guitarra. - Adam Marcello: batería. - Joshua Moreau: bajo. - Lauren Ball: respaldo vocal. | - Cherri Black: respaldo vocal. - The Last Night: remezcla. - Jack Rayner: remezcla. |